# Wachovia
A Wachovia Corporation foi uma companhia norte-americana que presta serviços financeiros. Foi fundada em 1879 por James Alexander Gray na cidade homônima da Carolina do Norte - hoje conhecida por Winston-Salem. Em 2008 foi comprada pela Wells Fargo, e ao longo de 3 anos as agências da Wachovia foram convertidas em instalações da Wells Fargo, concluindo com as agências da Carolina em 2011.